# ハンナ先生仕事をしてください!
『ハンナ先生仕事をしてください!』は、林哲也による日本の漫画作品。『ジャンプSQ.19』（集英社）Vol.13に『雁堵先生仕事をして下さい!』のタイトルで読み切りとして掲載された後、『ジャンプスクエア』（集英社）2015年1月号から同年5月号まで、同誌のホームページにて2015年10月16日から12月4日まで連載された。

## 登場人物

### 主要人物
雁堵 ハンナ（かりど ハンナ）
本作の主人公でありヒロイン。
累計発行部数1500万部の国民的人気漫画「怪々鬼伝」を生み出した“自称”天才美少女漫画家。休載も多いが、生み出す漫画は圧倒的人気が出るという問題児作家。現在は「N of N（ナイト・オブ・ナイツ）」を連載中。
高校生だが、登校日数の免除など特別待遇を受けているため常に作業場で引き篭もりぎみ。人見知りでもあり、趣味はゲーム。
藤崎 竜也（ふじさき たつや）
本作のもう1人の主人公。
光栄社「月刊ダッシュ」編集部勤務で、ハンナ先生の担当編集者。一見ただのチャラ男だが、某一流大学を首席で卒業したスーパーエリート。

### アシスタント
蜜波 エイト（みつば エイト）
ハンナ先生のアシスタント。女子力の塊のような外見だが、ハンナ先生以上のネットゲーム好き。
蛮堂 マヂメ（ばんどう マヂメ）
ハンナ先生のアシスタント。ハンナ先生の大ファンでもあり、彼女を崇拝している。性格は真面目。

### その他の人物
御剣 ラヴ（みつるぎ ラヴ）
ハンナ先生のクラスメイトで、アイドルユニット『ＳＧジャンプ』のメンバー。

## 書誌情報
- 林哲也 『ハンナ先生仕事をしてください!』 集英社〈ジャンプ・コミックス〉、全2巻
  1. 2015年5月6日第1刷発行（5月1日発売[集 1]）、ISBN 978-4-08-880391-3
  2. 2016年1月9日第1刷発行（1月4日発売[集 2]）、ISBN 978-4-08-880478-1